# Källmyrarna
Källmyrarna är ett naturreservat i Falu kommun i Dalarnas län.
Området är naturskyddat sedan 2004 och är 19 hektar stort. Reservatet består av gammal barrblandskog med inslag av björk.